# Joseph Saks
Pour les articles homonymes, voir Saks.
Joseph Saks (3 mars 1884 à Padoubis ? dans l'Empire russe-1944?, Auschwitz) est un Grand-rabbin français, rabbin de la Synagogue Nazareth de Paris. Il est déporté et assassiné avec son épouse Jeanne Dreyfus (10 juillet 1890, Mulhouse-1944 ?, Auschwitz).

## Biographie
Joseph Josse Saks naît le 3 mars 1884 à Padoubis ? dans l'Empire russe, fils de Joseph Saks et de Joechved Liba. Il est domicilié, en 1905, 9 rue Vauquelin dans le 5e arrondissement de Paris et ces parents, 7 rue Poteau dans le 18e arrondissement de Paris.
Il est naturalisé français par décret du 9 juillet 1905.
Il épouse Jeanne Dreyfus née le 10 juillet 1890 à Mulhouse,.

### Première Guerre mondiale
Engagé volontaire pour 3 ans le 7 octobre 1905 dans le 5e arrondissement de Paris, dans le 132e régiment d'infanterie, comme élève ecclésiastique.
Pendant la Première Guerre mondiale, il est aumônier militaire titulaire israélite au groupe de brancardiers du 6e corps d'armée. Il est ensuite rattaché à la 6e section d'infirmiers par décision ministérielle du 2 août 1914. À la suite d'une plaie accidentelle, il passera plusieurs séjours en hôpital militaire à Bray-sur-Somme et Chartres. Il est affecté à l'hôpital militaire de Lunéville le 15 octobre 1918 puis à Colmar le 1er mars 1919. Il est démobilisé le 14 mars 1919.
Il est affecté comme aumônier militaire au service de santé de la 15e région par décision ministérielle no 2806/11 du 21 février 1923.

### Synagogue Nazareth
Après avoir réorganisé les offices de la Synagogue Nazareth, il est chargé du service des inhumations.
Il est domicilié successivement :
- En 1909 à Châlons-en-Champagne 8 rue Pasteur puis 16 rue Saint-Dominique ;
- En 1921 et 1927 à Marseille 65 rue Notre-Dame ;
- En 1934 dans le 16e arrondissement de Paris avenue Trudaine[4].

### Seconde Guerre mondiale
Il est arrêté par la Gestapo en revenant d'un enterrement et son épouse le rejoint à Drancy. Ils sont tous les deux déportés depuis la gare de Bobigny par le convoi no 68, en date du 10 février 1944, à Auschwitz, où ils sont tués. Leur dernière adresse est au 2 rue Gabriel-Vicaire dans le 3e arrondissement de Paris.

## Distinctions
- Le 26 avril 1917, il est cité à l'ordre du service de santé de la 6e région.
- Le 16 janvier 1920, il est nommé chevalier de l'ordre national de la Légion d'honneur, loi du 15 janvier 1920 et journal officiel du 4 septembre 1920[4].

## Hommage
- Plaque commémorativeà la mémoire du grand rabbin Saks à la Synagogue Nazareth[8],[4].